# 플로리다 웨스트 국제항공
플로리다 웨스트 국제항공(영어: Florida West International Airways)은 미국의 화물 항공사로 본사는 미국 플로리다주 마이애미에 위치해 있으며 1981년에 설립했다. 허브 공항으로 마이애미 국제공항이 있으며 계열사는 미국의 화물 항공사인 아틀라스 항공이 있다.

## 역사
항공사는 1981년 설립 했으며 원래 플로리다 웨스트 항공으로 알려졌다. 1994년 10월에 파산 신청을 했으며 그 자산 및 자회사는 1995년 8월에 플로리다 웨스트 국제항공에 판매되었다. 1996년 3월 12일에 재취항했다. 2000년 12월 란 항공은 항공사의 25%의 지분을 인수해 66명의 직원을 거두는 회사로 성장하게 되었다. 2016년 4월에 아틀라스 항공이 인수했다.

## 보유 기종
- 2012년 3월 기준으로 플로리다 웨스트 국제항공은 다음과 같은 기종을 보유하고 있으며 평균 기령은 6.8년이다.[4]

## 같이 보기
- 아틀라스 항공
- 미국의 없어진 항공사 목록